# 科爾塔區

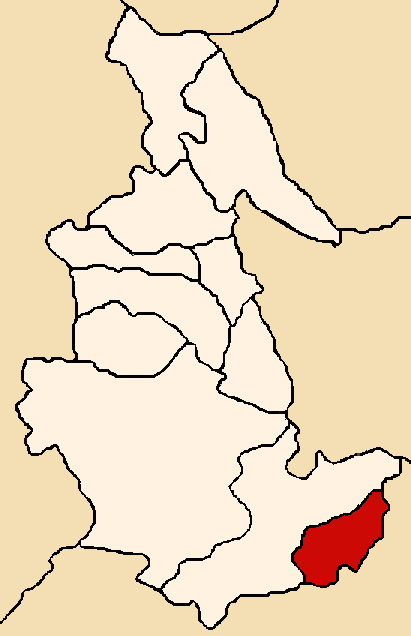
科爾塔區，在秘魯保卡爾德爾薩拉薩拉省

15°09′46″S 73°17′50″W / 15.1629°S 73.2973°W
科爾塔區（西班牙語：Distrito de Colta），是秘魯的一個區，位於該國中南部阿亞庫喬大區的保卡爾德爾薩拉薩拉省，面積277.3平方公里，海拔高度3,300米，2005年人口587，人口密度每平方公里2.1人。